# DNA-schade

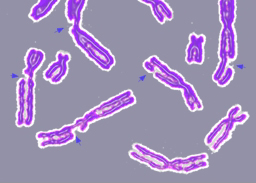
Schade aan het DNA heeft geleid tot diverse breuken in de chromosomen

DNA-schade bestaat uit mutaties van het DNA met nadelige gevolgen voor het individu of voor de populatie.
DNA-schade kan ontstaan ten gevolge van normale biologische processen zoals het metabolisme, maar ook door omgevingsfactoren zoals uv-straling. Naar schatting treden er op moleculair niveau in iedere cel per dag duizenden beschadigingen op aan het DNA. Bij de mens kan dit aantal oplopen tot circa 1 miljoen beschadigingen per cel per dag. Veel van deze beschadigingen kunnen zorgen voor schade aan de structuur van het DNA-molecuul. Daardoor kan de transcriptie van een gen beïnvloed worden. Andere beschadigingen leiden tot potentieel gevaarlijke mutaties. Er zijn constant DNA-herstelmechanismen in werking, waardoor veel schade gerepareerd wordt.
Het grootste deel van de schade aan het DNA betreft de primaire structuur van de dubbele helix. Dat wil zeggen dat er chemische veranderingen optreden aan de basen in het DNA. Ook de dubbele-helixstructuur zelf kan hierdoor aangetast worden, en uiteindelijk ook de structuur van het chromosoom.

## Oorzaken van DNA-schade
Er kan onderscheid gemaakt worden tussen twee soorten oorzaken van DNA-schade:
- endogene oorzaken veroorzaakt door interne biochemische processen, waaronder
  - reacties met zogenaamde reactive oxygen species ("ROS"), dat zijn zuurstofradicalen en -ionen die ontstaan ten gevolge van normale metabole reacties.
  - de spontane mutatie van cytosine tot uracil door een proces dat oxidatieve deaminatie genoemd wordt.
  - fouten tijdens de replicatie, zoals het overslaan van een aantal basen.
- exogene oorzaken veroorzaakt door externe invloeden zoals
  - verschillende vormen van straling, waaronder uv-straling en ioniserende straling (radioactiviteit, röntgenstraling, kosmische straling)
  - een hitteschok, waardoor hydrolysereacties plaatsvinden in het DNA
  - diverse chemische stoffen, waaronder cytostatica, diverse aromatische verbindingen en sommige plantentoxinen.

De replicatie van beschadigd DNA kan er toe leiden dat er verkeerde basen worden ingebouwd wanneer de tegenoverliggende base aangetast is. Na de celdeling kunnen dochtercellen deze mutaties erven.

## Soorten schade
De vier belangrijkste types van DNA-schade ten gevolge van endogene biochemische processen zijn:
- oxidatie van basen ten gevolge van chemische reacties met "ROS".
- alkylering van basen (gewoonlijk methylering).
- hydrolyse van basen, zoals deaminering, depurinering en depyrimidinering (verlies van respectievelijk een amine- een purine- en een pyrimidinefunctionaliteit).
- mismatch van basen door fouten tijdens de DNA-replicatie, zoals het inbouwen van een verkeerde base, of het overslaan dan wel invoegen van één of meerdere basen.

Daarnaast zijn er vele typen DNA-schade ten gevolge van exogene invloeden. Enkele voorbeelden zijn:
- Uv-straling kan leiden tot een chemische verbinding tussen naastgelegen cytosine- en thyminebasen (crosslinking) waardoor een pyrimidine-dimeer wordt gevormd
- Ioniserende straling kan leiden tot breuken in de strengen van het DNA
- Door verhoogde temperaturen wordt de kans op depurinatie en de breuk van een DNA-streng groter
- Een groot aantal chemicaliën kunnen zorgen voor een grote diversiteit aan DNA-adducten, zoals ethenobasen, geoxideerde basen, gealkyleerde fosfotriesters, etc.

## Gevolgen van DNA-schade
Wanneer een grote hoeveelheid schade zich opeenhoopt (bijvoorbeeld doordat de herstelmechanismen niet goed meer werken), kan de cel in drie verschillende toestanden terechtkomen:
- De cel verliest het vermogen om zich te delen, een toestand die ook wel senescentie genoemd wordt.
- De cel gaat over tot zelfmoord via een proces dat apoptose genoemd wordt.
- De cel gaat zich ongeremd delen, wat kan leiden tot de vorming van tumoren.

Voor een organisme is het dus van vitaal belang dat er goede herstelmechanismen zijn. Veel genen waarvan aanvankelijk was aangetoond dat ze de levensverwachting konden beïnvloeden, bleken later betrokken te zijn bij DNA-herstelmechanismen. Aan de andere kant leidt meer DNA-schade tot een hogere snelheid van de evolutie van een organisme, omdat DNA-schade de genetische variatie vergroot.

## DNA-herstelmechanismen
Afhankelijk van het soort schade kan de cel diverse herstelmechanismen hanteren. Indien mogelijk gebruiken de onbeschadigde complementaire (tegenoverliggende) streng van de dubbele helix, of het DNA van het zusterchromatide als matrijs (template) voor de reparatie. Als een dergelijke matrijs niet gebruikt kan worden, is er voor de cel nog een laatste mechanisme dat translesiesynthese genoemd wordt. Dit mechanisme brengt echter met zich mee dat er fouten worden ingebouwd.
DNA-schade zorgt dat de ruimtelijke structuur van het DNA verstoord wordt. Dit kan worden gedetecteerd door de cel. Wanneer de schade eenmaal is gelokaliseerd, binden diverse eiwitten op of nabij het beschadigde gedeelte, waarna weer andere eiwitten binden. Zodoende wordt er een complex gevormd dat in staat is de schade te herstellen. De soorten eiwitten die binden hangen af van het type schade en de fase van de celcyclus, waarin de cel zich bevindt.

### Directe reversie
Er zijn drie soorten van DNA-schade bekend, die de cel kan herstellen door directe reversie. Bij de mechanismen voor directe reversie is de tegenoverliggende streng niet nodig als matrijs.
1. Door uv-straling kan er een thymine-dimeer ontstaan. Deze schade kan direct hersteld worden door het enzym fotolyase. De activatie van dit enzym is afhankelijk van de aanwezigheid van (uv-)licht met een golflengte van 300 tot 500 nm.[3]
2. De methylatie van guanine-basen kan direct hersteld worden door een eiwit dat MGMT (methylguanine-methyltransferase) heet. Dit eiwit kan slechts eenmaal gebruikt worden, de reactie is dus niet katalytisch.[4] Bacteriën hebben een speciale aanpassingsrespons waardoor ze een bepaalde mate van resistentie verwerven wanneer ze langere tijd blootgesteld worden aan hoge niveaus van alkylerende middelen.[5]
3. Directe reversie wordt ook gebruikt tegen de methylatie van adenine en cytosine

### Schade aan een enkele streng

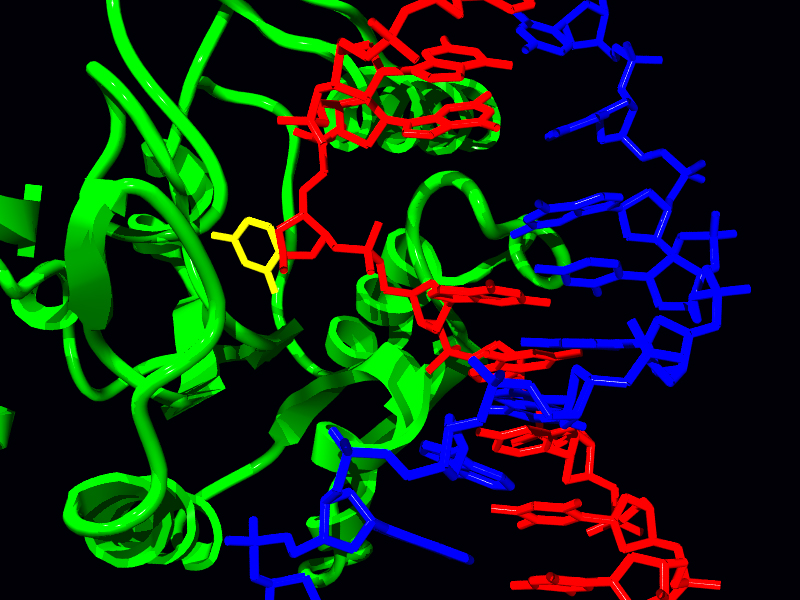
Het 'base-excisie' reparatie-enzym uracil-DNA-glycosylase is aan het werk.
Groen: het enzym. Blauw en rood: de strengen van het DNA. Geel: het uracilresidu

Als een van de twee strengen van de dubbele helix beschadigd is, kan de andere streng gebruikt worden als matrijs voor het herstel van de beschadigde streng. Een aantal van deze herstelmechanismen is gebaseerd op base-excisie: het beschadigde nucleotide wordt verwijderd en het correcte nucleotide wordt ervoor teruggezet.
- Met base-excisiereparatie (BER) wordt schade aan een enkele nucleotide gerepareerd, wanneer het nucleotide veranderd is door oxidatie, alkylatie, hydrolyse, of deaminatie.
- Met nucleotide-excisiereparatie (NER), wordt schade aan langere stukken DNA (2-30 basen) gerepareerd. Bij dit proces worden grote verstoringen aan de dubbele helix herkend, zoals thymine-dimeren en enkelstrengsbreuken. Er bestaat een gespecialiseerde vorm van NER, transcriptie-gekoppelde reparatie (TCR), voor genen waarbij de transcriptie actief is. TCR maakt gebruik van reparatie-enzymen met een hoge prioriteit.
- Met mismatchreparatie (MMR) kunnen fouten in de replicatie en de recombinatie worden gecorrigeerd.[6]

### Dubbelstrengsbreuken
Bij dubbelstrengsbreuken (DSB's) zijn beide strengen van de dubbele helix van het DNA verbroken. Dat is een vorm van schade die ingrijpende gevolgen kan hebben, omdat ze kan leiden tot genetische recombinatie. Er zijn twee mechanismen waardoor DSB's gerepareerd kunnen worden: "non-homologous end joining" (NHEJ) en herstel door middel van recombinatie.

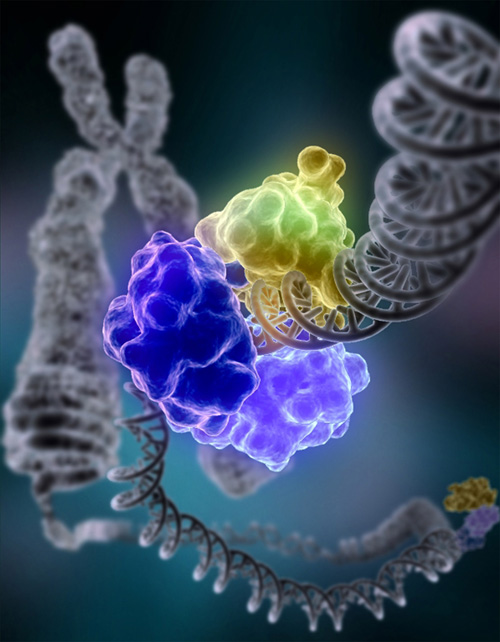
Reparatie van het DNA door het enzym DNA-ligase.

##### NHEJ
Bij NHEJ vormt DNA-ligase IV een complex met de cofactor XRCC4. Dit complex hecht zich aan de twee uiteinden van de gebroken strengen. Wanneer er in de enkelstrengsuiteinden van het gebroken DNA korte sequenties voorkomen die homoloog zijn, dan kan het gebroken DNA op accurate wijze gerepareerd worden.
NHEJ kan er wel voor zorgen dat er mutaties ontstaan tijdens de reparatie. Er kunnen deleties ontstaan doordat beschadigde nucleotiden verloren gaan. Wanneer de uiteinden op onjuiste plaatsen aan elkaar worden vastgemaakt, heeft dat tot gevolg dat er translocaties optreden.

##### Herstel door middel van recombinatie
Herstel door middel van recombinatie vereist de aanwezigheid van sequenties die (bijna) identiek zijn aan de uiteinden van de breuk. De enzymcomplexen die hiervoor verantwoordelijk zijn, zijn bijna identiek aan de complexen die tijdens de meiose voor cross-over van de chromosomen zorgen. Door middel van deze methode kan een beschadigd chromosoom worden gerepareerd met een zusterchromatide of een homoloog chromosoom als mal. Herstel door middel van recombinatie treedt bijvoorbeeld op bij dubbelstrengsbreuken die tijdens de replicatie zijn ontstaan.
|  |  |